# Nicolas Henri Jeaurat de Bertry
Nicolas Henri Jeaurat de Bertry, né le 28 juillet 1728 à Paris et mort dans la même ville le 15 novembre 1803, est un peintre français.

## Biographie
Fils d’Edme Jeaurat, graveur du Roy, Jeaurat de Bertry a étudié avec son oncle, le peintre Étienne Jeaurat. Il a établi sa réputation dans la nature morte, genre où il excellait, réussissant à saisir les objets de la vie quotidienne avec un détail et une vitalité rappelant le maitre du genre, Chardin, mais pour un critique comme Théodore Lejeune , « Autant Chardin excelle dans le clair-obscur, autant Jeaurat est cru et sec. » Fait remarquable, il a été à la fois nommé et reçu, par accord verbal de l’assemblée, académicien et professeur à l’Académie royale de peinture et de sculpture, le même jour, le 31 janvier 1756, avec deux natures mortes comme morceaux de réception : l’un, Ustensiles de cuisine près d’un petit fourneau en terre allumé qui rappelle l’esprit de Chardin et l’autre ses trophées militaires.
L’année suivante, il a présenté au Salon de 1757 trois natures mortes représentant des instruments de musique, une allégorie de la guerre, une de la science, qui ont attiré une critique favorable du Mercure d’octobre : « On a vu avec plaisir trois tableaux de M. Jeaurat de Bertry : ils sont d’une belle imitation et bien grouppés. » On ignore où se trouvent ses dernières œuvres, mais le tableau aux instruments de musique, signé et daté de 1756, actuellement dans les collections du musée Carnavalet, semble être le premier de ces trois tableaux au Salon. Quelques natures mortes de la Réunion des Musées Nationaux (dont celui de Cambrai) attribuées un temps par erreur à Chardin ou de La Porte, l’un contenant même son monogramme de JB, lui ont récemment été réattribués.

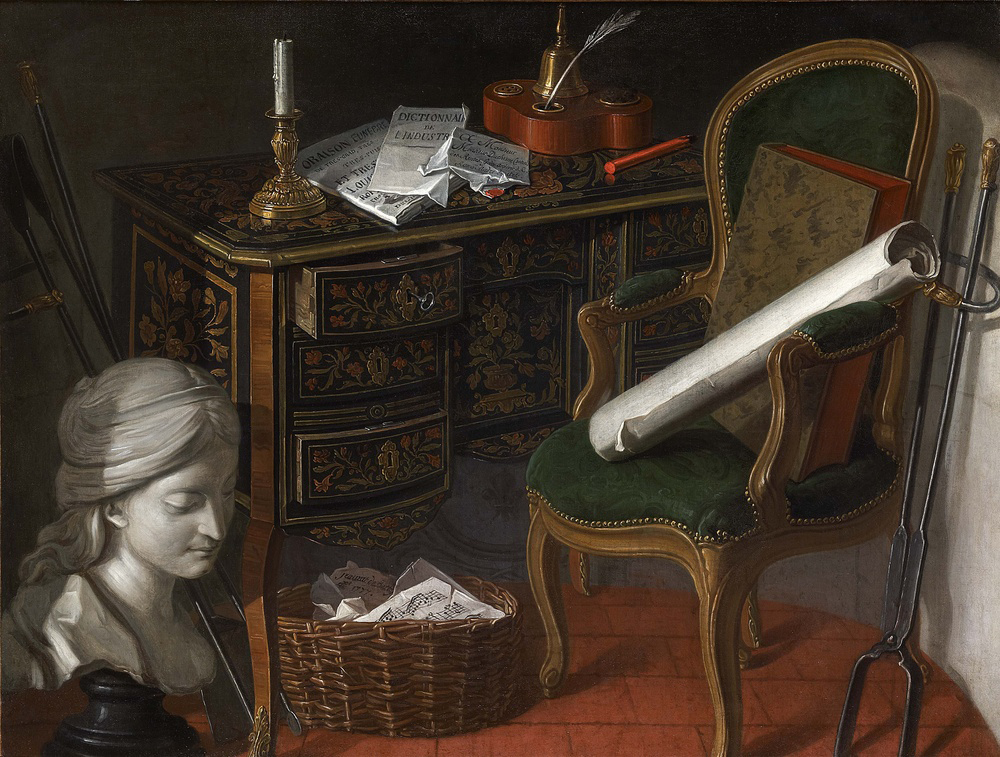
Buste de femme et panier d’osier rempli de feuilles de musique disposés près d’un bureau en marquèterie.

En 1761, il est nommé peintre et pensionnaire de Marie Leszczynska et signe ses lettres du titre de « peintre de la Reine ». Reconnu et sa carrière florissante, il quitte Paris pour s’installer Versailles où il résidera jusqu’à la mort de la reine en juin 1768. Le 1er juillet de la même année, il reçoit une pension de 400 livres de gratification annuelle, « en considération des services qu’il a rendus à la feue Reine, pour l’amusement de cette princesse dans l’art de la peinture. » Il repart alors pour Paris d’où il ne sortira, exception faite d’un second séjour de quatre ans à la cour. Sa carrière est désormais largement derrière lui. Pendant la Révolution, il se concentrera sur le portrait, certains de nature satirique voilée, ainsi que sur la doctrine révolutionnaire autour de la symbolique nationale au drapeau tricolore, le monticule de la régénérescence surplombé de l’œil de la providence de l'Être Suprême. Le 27 février 1792, il sollicite l’appartement laissé vacant par la mort de son collègue Brenet:346. Cette demande est sans doute refusée, car le 12 mars 1792, une autre demande, cette fois, du logement de Doyen, qui a quitté la France pour la Russie où il deviendra le peintre et amant de l’impératrice Catherine II de Russie, sera jugée inadmissible, sur l’observation qu’il n’avait aucun des titres pouvant lui faire attribuer un logement aux galeries, attendu que depuis 30 ans il n’avait fait que copier au Cabinet des tableaux du roi et que, malgré son ancienneté à l’Académie, « il n’a jamais été promu par le vœu de ses confrères à aucune des charges qui sont l’apanage des gens à talents:345. » Au Salon de 1796, il expose le portrait du Citoyen Gelé à l’instant où il reçoit le brevet d’imprimeur de la Gendarmerie nationale. Au même Salon, il expose encore une Vue de la collégiale et du pont de Corbeil (sous le pont passe un coche descendant).
Pour Lejeune, « Son dessin est charpenté carrément, son ton général un peu farineux ; ses expressions sont souvent triviales, quelquefois même grotesques. »

### Famille
Jeaurat épouse Hélène Adélaïde Dubois à Paris le 18 mai 1779 en l'église Saint-Sulpice. Ils divorcent le 28 mai 1793. Hélène Dubois se remarie en 1801 avec Edme Denis Pourin.
Il meurt en son domicile parisien de la rue des Fossés Saint-Bernard le 15 novembre 1803 (23 brumaire an XII), à l'âge de 75 ans.

## Œuvres choisies

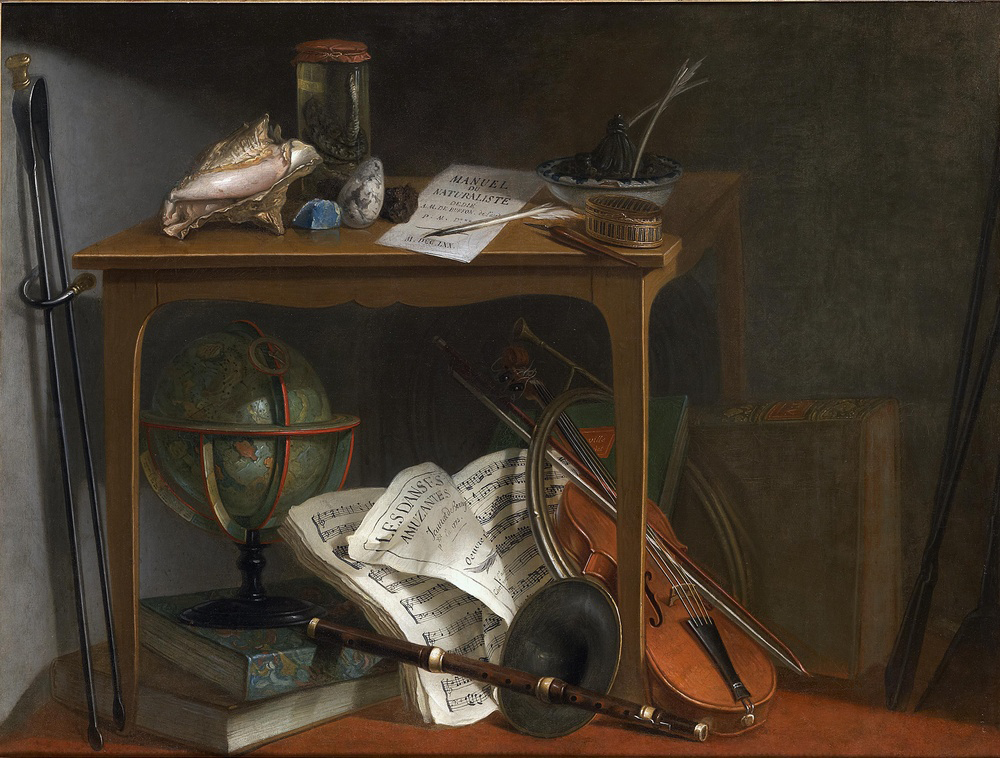
Objets de curiosité disposés sur une table qui surmonte une mappemonde et des instruments de musique.

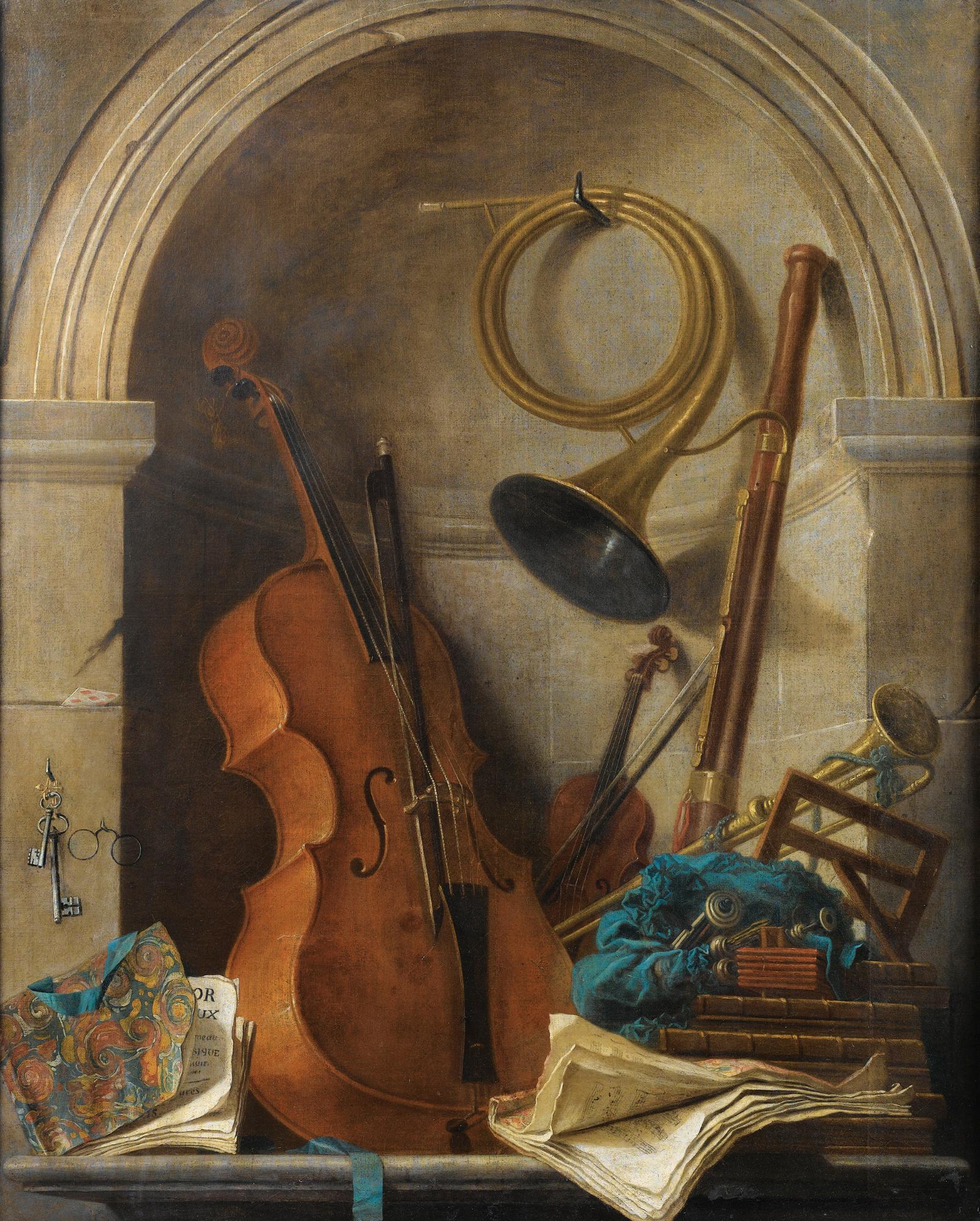
Nature morte en trompe-l'œil aux instruments de musique et au livret de Castor et Pollux de Rameau.

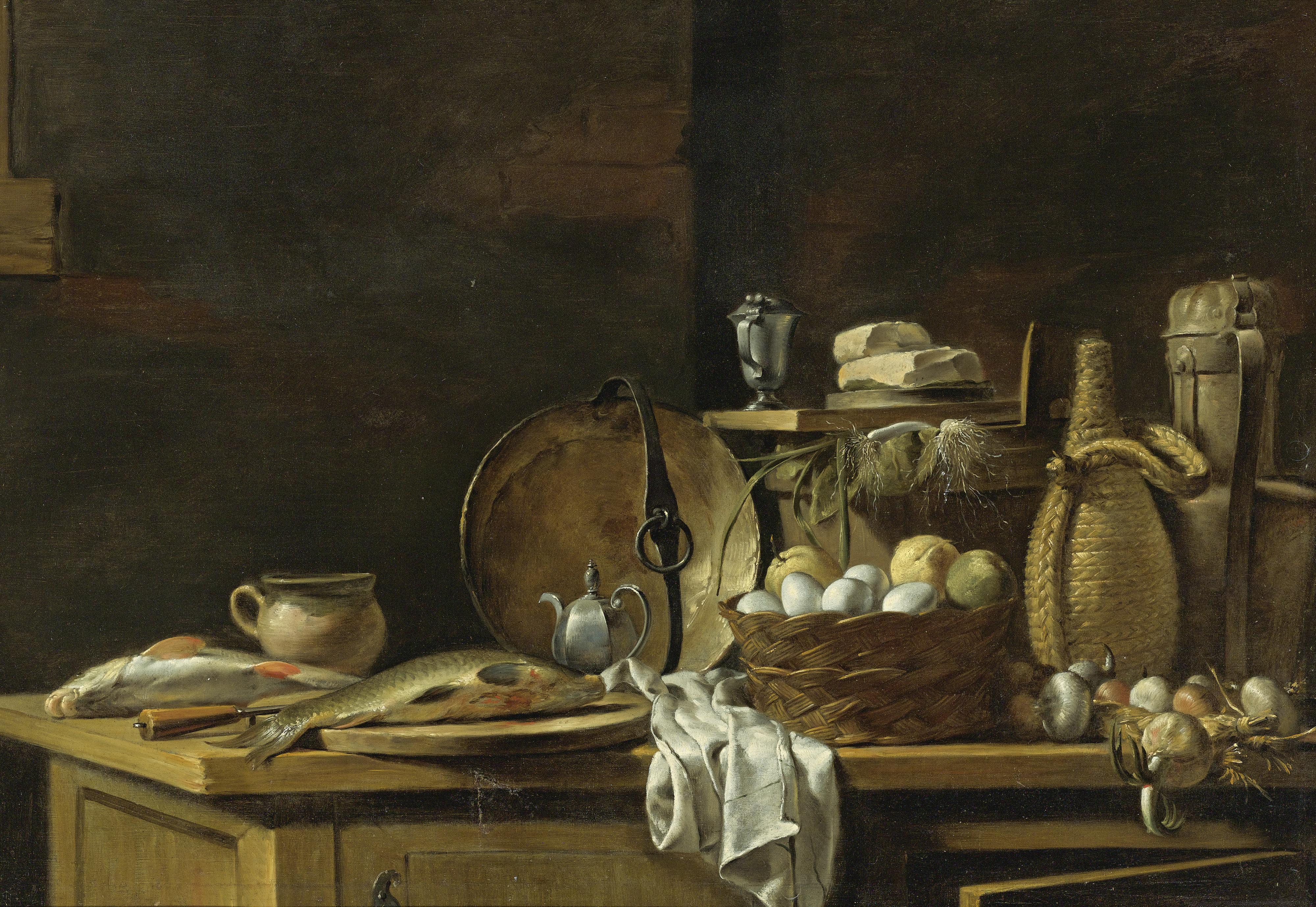
Nature morte de table de cuisine.

- Les Beaux-Arts, Bordeaux, musée des beaux-arts ;
- Intérieur de cuisine avec différents ustensiles, Paris, École nationale supérieure des beaux-arts ;
- Nature morte à la tête de mouton, Paris, musée du Louvre, département des Peintures ;
- Un tambour et une épée ; Les Attributs militaires, Fontainebleau, musée national du château de Fontainebleau ;
- Cour abbatiale de Saint-Germain-des-Prés, 1756[12] ;
- Nature morte, musée de Rennes[13] ;
- Nature morte d’asperges, collection privée[14] ;
- Jean-Jacques Rousseau et les symboles de la Révolution, 1793, musée Carnavalet[15] ;
- Le Déjeuner gras Le Déjeuner maigre, 1762[16] ;
- Chat renversant un panier d’huitres[17] ;
- Rive avec bateaux de pêche et ferme[18] ;
- Manuel naturaliste et objets posés sur une table au-dessus d’un globe et d’instruments de musique[18] ;
- Palette d’artiste avec pinceaux, canne de peintre, couteau, documents et portefeuilles, 1756[18] ;
- Nature morte avec ustensiles de cuisine et volaille[18] ;
- La Toilette des chatons (attribué)[18] ;
- Nature morte de poissons, de lièvre au panier d’huitres avec un chat[18] ;
- Nature morte de pipes, mappemonde, partition gravée d’une ouverture française et violon sur une table drapée d’une nappe rouge, avec une jeune fille qui regarde[18] ;
- Nature morte de poissons, de lièvre au panier d’huitres avec un chat[18] ;
- Nature morte avec luth et guitare[18] ;
- Nature morte de table de cuisine[18] ;
- Jeune fille avec violon, autres instruments et partition musicale sur une table nappée[18] ;
- Nature morte à la cafetière, aux tasses de café et petits pains disposés sur un plateau et Nature morte au service à liqueur, aux biscuits et châtaignes[18] ;
- Nature morte aux harengs et aux oignons[18] ;
- Objets de curiosité disposés sur une table qui surmonte une mappemonde et des instruments de musique et Buste de femme et panier d’osier rempli de feuilles de musique disposés près d’un bureau en marquèterie, 1777[18] ;
- Table de cuisine[18] ;
- Nature morte en trompe-l'œil aux instruments de musique et au livret de Castor et Pollux de Rameau[18] ;
- Nature morte d’asperges, oignon, ail, beurre dans un beurrier et fleurs dans un vase de verre sur une corniche[18] ;
- Chat renversant un panier d’huitres[18] ;
- Chats jouant devant une pièce de viande[18] ;
- Fruits dans un paysage, 1765[18] ;
- Le Boudoir[18] ;
- Mère surveillant ses chatons[18] ;
- Nature morte avec café et pichet[18] ;
- Nature morte avec poisson et poulet[18] ;
- Nature morte à la bouilloire, ustensiles de cuisine et des poissons[18] ;
- Nature morte à la marmite, ustensiles de cuisine et poisson sur un entablement[18] ;
- Pipes, violon, mappemonde et partition sur une table drapée d’une jeune fille tenant un archet de violon[18] ;
- Un chaudron, un chou, des carottes et du cerfeuil sur une table[18] ;
- Le Citoyen Gelé à l’instant où il reçoit le brevet d’imprimeur de la Gendarmerie nationale, 1796[9] ;
- Vue de la collégiale et du pont de Corbeil, 1796[9].